# Koos Richelle

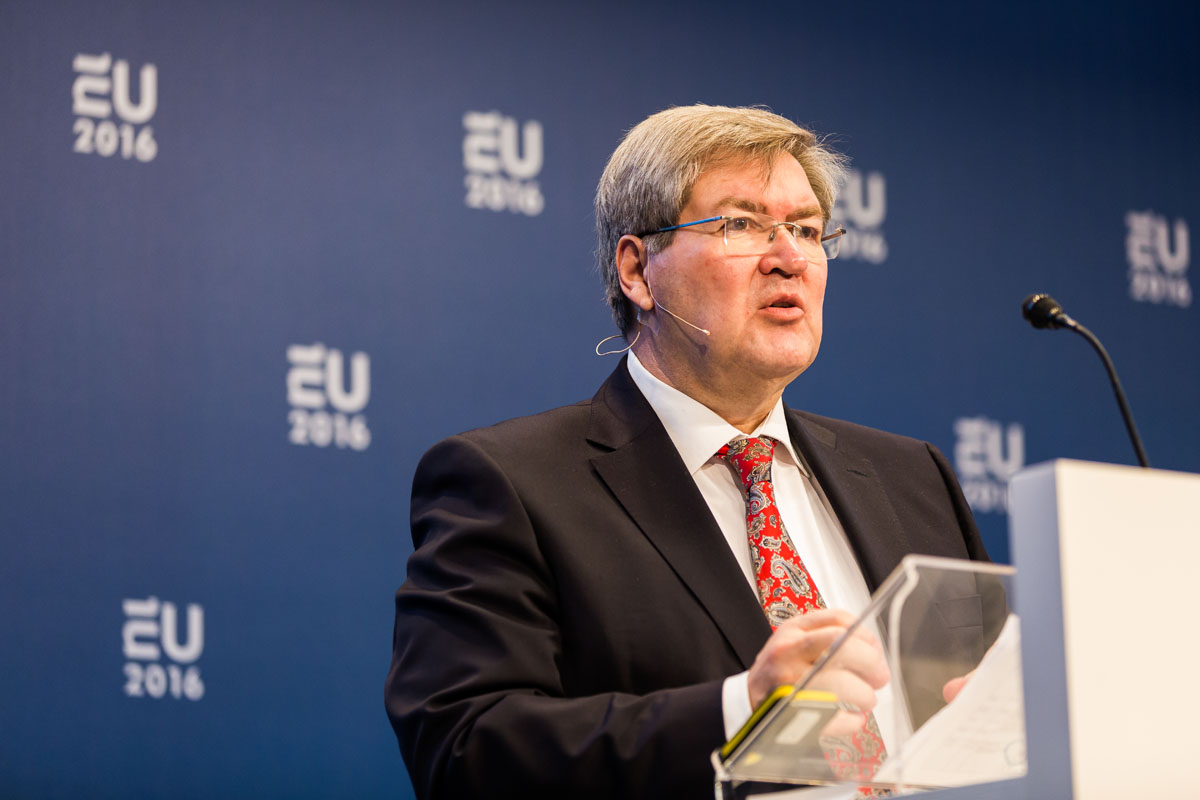
Koos Richelle (2016)

Jacobus Nicolaas Maria Richelle (* 5. Januar 1949 in Bandung, Indonesien) ist ein niederländischer Verwaltungsjurist, ehemaliger Ministerialbeamter und seit 2001 einer der Generaldirektoren in der Verwaltung der Europäischen Union.

## Leben
Richelle studierte von 1968 bis 1972 öffentliches und Verfassungsrecht an der Universität Rotterdam. Er war danach zunächst bis 1981 für das niederländische Ministerium für Erziehung und Wissenschaft tätig. Dann wechselte er in die Stadtverwaltung von Leiden und 1985 in das Ministerium für Gesundheit und Wohlfahrt, ab 1987 als Generaldirektor für den letzteren Bereich. Von 1995 bis 2000 war er Abteilungsleiter für internationale Kooperationen im Außenministerium und anschließend kurzzeitig im Arbeits- und Sozialministerium tätig. Er trat dann in die Verwaltung der Europäischen Union ein, zunächst von 2001 bis 2010 als Generaldirektor der Generaldirektion Entwicklung und Zusammenarbeit, seit Januar 2011 der Generaldirektion Beschäftigung, Soziales und Chancengleichheit (DG EMPL).